# Uzvinska rijeka
Uzvinska rijeka  je rijeka u Bosni i Hercegovini.
Uzvinska rijeka je lijeva pritoka Velike Usore, dugačka je oko 11 kilometara (od izvora glavne sastavnice Ravne), a nastaje spajanjem dva potoka: Ravne i Borjašnice. Teče, uz manja odstupanja, pravcem zapad - istok. Porječje joj je omeđeno s desne strane planinom Borjom do platoa Milakovac, visovima Veliki i Mali Zbjeg, brdom Kobiljaš, Stjepanovića brdom i Šašikama, a s lijeve strane Trivunovića brdom, Boricima, Raskršćem, Maričkim brdom i Dukića brdom.